# Strée (Luik)
Strée, ook wel Strée-lez-Huy genoemd, is een dorp in de Belgische provincie Luik en een deelgemeente van Modave. Strée ligt zo'n vijf kilometer ten noordoosten van het centrum van Modave. In de gemeente liggen nog enkele gehuchten, zoals Les Gottes en Les Communes de Strée.

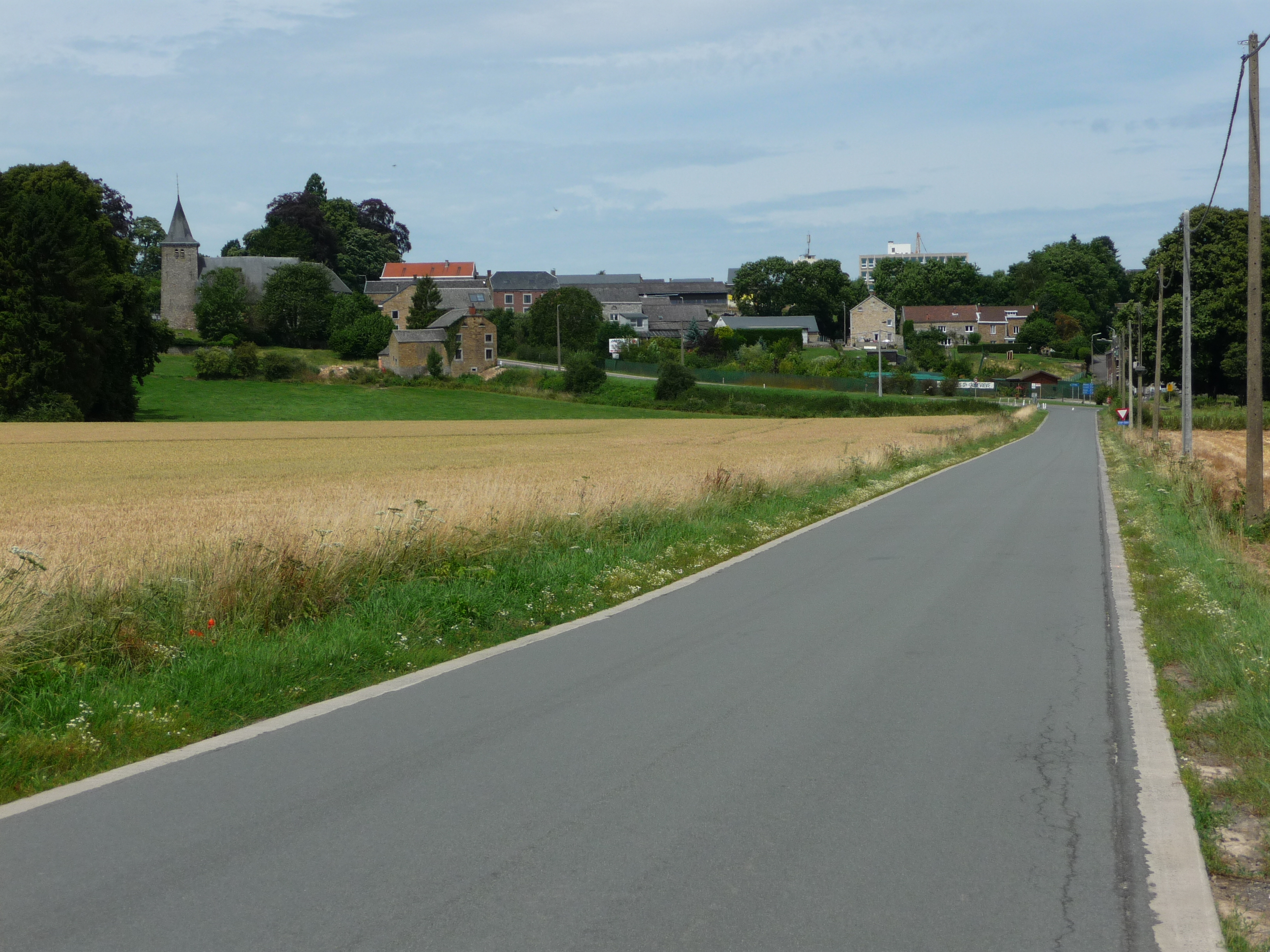
Zicht op Strée

## Geschiedenis
Op het eind van het ancien régime werd Strée een gemeente.
Bij de gemeentelijke herindeling van 1977 werd Strée een deelgemeente van Modave. Een stukje grondgebied in het noorden van Strée werd overgeheveld naar Tihange in de gemeente Hoei.

## Demografische ontwikkeling
- Bronnen:NIS, Opm:1831 tot en met 1970=volkstellingen, 1976= inwoneraantal op 31 december

## Bezienswaardigheden

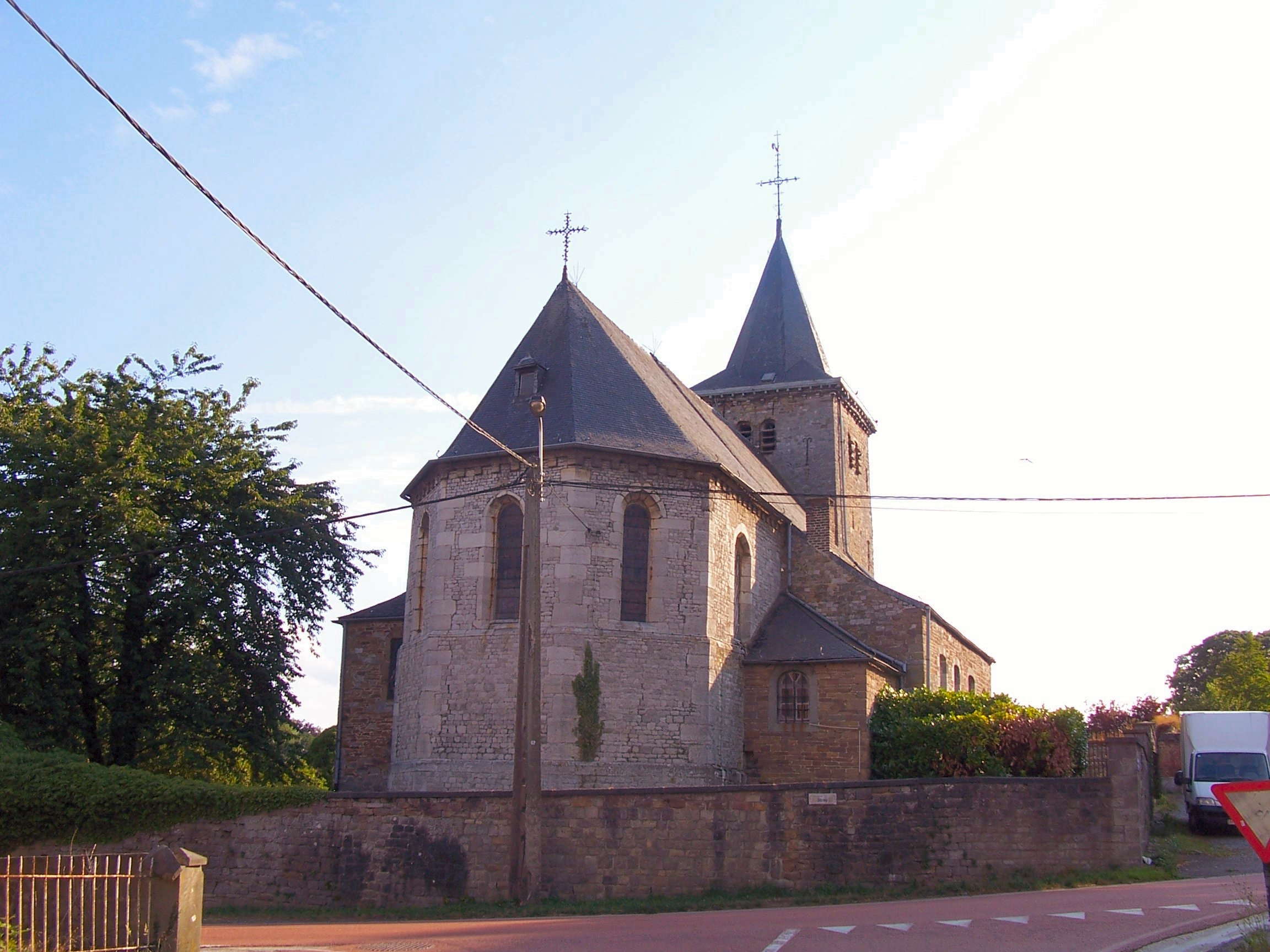
Église Saint-Nicolas

- De Église Saint-Nicolas met votiefsteen voor Viradectis.

## Verkeer en vervoer
Door Strée loopt de N66 van Hoei naar Hamoir. Ten zuiden van het dorp loopt de N636, een deel van de route tussen Luik en Dinant.
Deelgemeenten: Modave · Outrelouxhe · Strée · Vierset-Barse

Overige dorpen en gehuchten: Barse · Les Communes de Strée · Les Gottes · Limet · Linchet · Petit-Modave · Pont-de-Bonne · Rawsa · Romont · Saint-Jean-Sart · Vierset

Belgische gemeenten · arrondissement Hoei · provincie Luik · Wallonië